# Liagora
Liagora, rod crvenih algi iz porodice Liagoraceae. Taksonomski je priznat kao zaseban rod i tipičan za porodicu. Postoji 55 priznatih vrsta.
Tipična je morska alga L. viscida  (Forsskål) C.Agardh 

## Vrste
1. Liagora abbottiae E.Y.Dawson
2. Liagora albicans J.V.Lamouroux
3. Liagora articulata J.V.Lamouroux
4. Liagora australasica Sonder
5. Liagora bella Børgesen
6. Liagora boergesenii Yamada
7. Liagora boninensis Yamada
8. Liagora brachyclada Decaisne
9. Liagora californica Zeh
10. Liagora canariensis Børgesen
11. Liagora ceranoides J.V.Lamouroux
12. Liagora daemelii Grunow
13. Liagora dajingensis Tseng & Li
14. Liagora delicatula Huisman
15. Liagora distenta (Mertens ex Roth) J.V.Lamouroux
16. Liagora donaldiana I.A.Abbott & Huisman
17. Liagora dongdaoensis Tseng & Li
18. Liagora doridis Zeh
19. Liagora engleriana Zeh
20. Liagora fanii Tseng & Li
21. Liagora filiformis K.C.Fan & W.H.Li
22. Liagora fragilis Zanardini
23. Liagora galaxauroides Dickie
24. Liagora guangdongensis Li
25. Liagora gymnarthron Børgesen
26. Liagora hainanensis C.J.Tseng & W.Li
27. Liagora harveyana Zeh
28. Liagora hawaiiana Butters
29. Liagora hirta Harvey & Bailey
30. Liagora howensis A.H.S.Lucas
31. Liagora indica V.Krishnamurthy & Sundararajan
32. Liagora izziae Huisman
33. Liagora izziella W.Li
34. Liagora julieae Abbott & Huisman
35. Liagora maderensis Kützing
36. Liagora magniinvolucra E.Y.Dawson
37. Liagora mannarensis V.Krishnamurthy & Sundararajan
38. Liagora mauritiana Børgesen
39. Liagora nesophila Popolizio, C.W.Schneider & C.E.Lane
40. Liagora pikeana Børgesen
41. Liagora qishuiwanensis Li
42. Liagora rhizophora Tseng & Li
43. Liagora robusta Yamada
44. Liagora rubra C.K.Tseng & Li
45. Liagora segawae Yamada
46. Liagora sinensis K.C.Fan, Y.C.Wang & K.Y.Pan
47. Liagora subdichotoma Tseng & Li
48. Liagora tetrasporifera Børgesen
49. Liagora tsengii Huisman & M.J.Wynne
50. Liagora turneri Zanardini
51. Liagora viscida (Forsskål) C.Agardh - type
52. Liagora voeltzkowii Zeh
53. Liagora wenchangensis C.K.Tseng & W.Li
54. Liagora wilsoniana Zeh
55. Liagora xuwenensis Tseng & Li